# Michael Rutter
Pour les articles homonymes, voir Rutter.
Michael Llewellyn Rutter, (15 août 1933 - 23 octobre 2021), est la première personne à être nommée professeur de pédopsychiatrie au Royaume-Uni. Décrit comme le « père de la psychologie de l'enfant », Rutter est professeur de psychopathologie du développement à l′Institute of Psychiatry du King's College de Londres, et psychiatre consultant au Maudsley Hospital, poste qu'il occupe de 1966 jusqu'à sa retraite en juillet 2021. Une enquête du Review of General Psychology, publiée en 2002, classe Rutter comme le 68e psychologue le plus cité du XXe siècle. Il est décédé d'un cancer le 23 octobre 2021, à l'âge de 88 ans.

## Enfance
Michael Rutter est l'aîné des enfants de Winifred (née Barber) et de Llewellyn Rutter. Il est né au Liban où son père est médecin, et devient bilingue anglais-arabe à l'âge de 3 ans. Sa famille retourne en Angleterre quand il a 4 ans. En 1940, à l'âge de 7 ans, Rutter est évacué, avec sa sœur cadette, vers l'Amérique du Nord par crainte d'une invasion allemande. Ils sont envoyés dans des foyers différents et il passe un moment beaucoup plus heureux que sa sœur Priscilla. Ils retournent tous deux dans leur famille en 1944, à la fin de la guerre.

## Éducation
Rutter fréquente la Moorestown Friends School dans le New Jersey, aux États-Unis. Plus tard, il fréquente la Wolverhampton Grammar School, puis la Bootham School à York,. Un professeur de physique l'encourage à lire les œuvres de Freud, et il s'entraîne à se réveiller et à écrire ses rêves. Cela marque le début de son intérêt pour la psychologie. Il poursuit ses études à la faculté de médecine de l'Université de Birmingham, dans l'intention à l'origine de devenir médecin généraliste et de rejoindre son père dans cette pratique. Cependant, il s'intéresse davantage à la relation entre le cerveau, l'esprit et la neurochirurgie, et suit une formation postdoctorale en neurologie et en pédiatrie,.
Il est encadré par Aubrey Lewis à l'hôpital Maudsley dans le sud de Londres, qui le forme pour devenir pédopsychiatre. Rutter n'a pas réalisé que cette profession lui conviendrait.

## Carrière
Rutter crée l'Unité de recherche en psychiatrie infantile du Medical Research Council au Royaume-Uni en 1984, et le Centre de psychiatrie sociale, génétique et du développement dix ans plus tard, dont il est le directeur honoraire jusqu'en octobre 1998. Il est vice-président du Wellcome Trust de 1999 à 2004, et administrateur de la Nuffield Foundation de 1992 à 2008.
Le travail de Rutter comprend : les premières études épidémiologiques (île de Wight et intérieur de Londres) ; des études de l'autisme impliquant un large éventail de techniques et de disciplines scientifiques, don,t l'étude de l'ADN et la neuro-imagerie ; les liens entre la recherche et la pratique ; les privations ; les influences des familles et des écoles ; la génétique ; les troubles de la lecture ; les facteurs biologiques et sociaux, de protection et de risque ; l'interactions de facteurs biologiques et sociaux ; le stress ; les études longitudinales et épidémiologiques, dont les expériences et les conditions de l'enfance et de l'adulte ; et les continuités et les discontinuités dans le développement normal et pathologique. Le British Journal of Psychiatry lui attribue un certain nombre de « percées » dans ces domaines. Rutter est également reconnu pour sa contribution centrale à l'établissement de la pédopsychiatrie tant que spécialité médicale et biopsychosociale dotée d'une solide base scientifique.
Il a publié plus de 400 articles et chapitres scientifiques et une quarantaine de livres,,. Il est rédacteur en chef européen du Journal of Autism and Developmental Disorders entre 1974 et 1994.
Rutter publie « Maternal Deprivation Reassessed », que New Society décrit comme « un classique dans le domaine des soins aux enfants », dans lequel il évalue l'hypothèse de la privation maternelle proposée par le Dr John Bowlby en 1951. Bowlby postule que « le nourrisson et le jeune enfant devraient vivre une relation chaleureuse, intime et continue avec leur mère (ou un substitut maternel permanent) dans laquelle tous deux trouvent satisfaction et plaisir » et que ne pas le faire peut entraîner un problème de santé mentale important aux conséquences irréversibles. Cette théorie est à la fois influente et controversée. Rutter apporte une contribution significative, avec sa monographie de 1981 et d'autres articles (Rutter 1972 ; Rutter 1979), constituant l'évaluation empirique définitive et la mise à jour des premiers travaux de Bowlby sur la privation maternelle. Il rassemble d'autres preuves, aborde les nombreux mécanismes sociaux et psychologiques sous-jacents et montre que Bowlby n'avait que partiellement raison et souvent pour de mauvaises raisons. Rutter souligne les autres formes de privation rencontrées dans les soins institutionnels, la complexité de la détresse liée à la séparation, et suggère que le comportement antisocial n'est pas lié à la privation maternelle en tant que telle mais à la discorde familiale. L'importance de ces découvertes autour de l'hypothèse de la privation maternelle permet de la repositionner comme facteur de vulnérabilité plutôt qu'agent causal, avec un certain nombre d'influences variées déterminant l'évolution d'un enfant,.
Après la fin du régime de Nicolae Ceaușescu en Roumanie en 1989, Rutter dirige l'équipe d'étude sur les enfants adoptés anglais et roumains, suivant de nombreux orphelins adoptés dans des familles occidentales durant leur adolescence, à travers une série d'études substantielles sur les effets de la privation précoce. Ses études explorent de multiples domaines affectant le développement de l'enfant, dont l'attachement et le développement de nouvelles relations. Les résultats donnent lieu à un certain optimisme.
En juin 2014, Rutter est l'invité de l'émission The Life Scientific de la BBC Radio 4, dans laquelle il se présente comme quaker non-théiste, tout en révélant qu'à l'âge de 80 ans, il travaille encore chaque jour « à partir d'environ 8 h 30 jusqu'à environ quatre heures.
Rutter est professeur de psychopathologie du développement à l'Institute of Psychiatry du King's College de Londres et psychiatre consultant au Maudsley Hospital, poste qu'il occupe depuis 1966 jusqu'à sa retraite en juillet 2021. Une enquête de la Review of General Psychology, publiée en 2002, classe Rutter comme le 68e psychologue le plus cité du XXe siècle. Il a été décrit comme le "père de la psychologie de l'enfant".
Rutter est le premier à reconnaître les contributions que les enfants eux-mêmes peuvent apporter à la recherche en psychologie de l'enfant. Auparavant, leurs témoignages n'avaient pas été considérés comme importants, bien qu'il ait insisté sur le fait que leurs points de vue comptaient et qu'ils devaient être écoutés.

## Découvertes et contributions

### Recherches sur la résilience
Selon Marie Anaut, Michael Rutter « a largement contribué au développement théorique du paradigme de la résilience ». Pour Bruno Didier, si Boris Cyrulnik a récemment fait connaître le concept de résilience au grand public (Cyrulnik, Un merveilleux malheur, 1999), ses créateurs en sont Michaël Rutter, Norman Garmezy et Emily Werneer, spécialistes de l’enfance, qui ont surtout recherché les formes de résilience sur leur terrain d’étude.
En travaillant auprès d’enfants et d'adolescents issus de milieux défavorisés au Royaume-Uni, sur l’île de Wight et dans la banlieue de Londres, Rutter observe une prévalence des troubles mentaux chez des enfants de 9 à 12 ans vivant au sein de familles très précaires ou à risque, potentiellement pathogènes et défavorables au développement des enfants. Au nombre des critères de risque, sont retenus la discorde conjugale entre les parents, une classe sociale défavorisée, une famille nombreuse, la délinquance ou la criminalité paternelle, des troubles psychiatriques chez la mère et enfin le placement de l’enfant en institution ou en famille d’accueil.
En 1990, Michaël Rutter propose cette définition de la résilience : « La résilience est caractérisée par un ensemble de processus sociaux et intrapsychiques qui permettent d’avoir une vie saine dans un milieu malsain. Elle se réalise au cours du temps, selon des combinaisons hasardeuses entre les attributs de l’enfant et le contexte familial, social et culturel ». Et en 1998, il définit la résilience comme la « capacité de bien fonctionner malgré le stress, l’adversité et les situations défavorables ».

### Théorie de l'attachement
Parmi les sujets de recherche de Rutter figure son intérêt accru pour la théorie de l'attachement maternel, telle qu'elle a été étudiée dans son livre de 1974, The Qualitys of Mothering. Dans ce livre, Rutter étudie l'émergence de plusieurs troubles chez les enfants en pleine croissance, notamment le trouble de la personnalité antisociale et la psychopathologie sans affection. La concentration de Rutter se reflète souvent dans ses commentaires sur les environnements d'apprentissage privés et l'environnement émotionnel privé, car ceux-ci affectent la croissance de l'enfant. L'une des principales distinctions que Rutter fait tout au long de son livre intitulé Les qualités du maternage est la différence entre le retard intellectuel chez l'enfant et l'altération de la croissance émotionnelle de l'enfant en tant que non-développement d'une croissance émotionnelle saine,.

### Autisme
Avec ses travaux publiés à partir du milieu des années 1960, Rutter a une grande influence dans le domaine de l'autisme. Uta Frith et Francesca Happé estiment qu'il en a « transformé » la compréhension.
Parmi les questionnaires de dépistage de l'autisme, Michael Rutter a élaboré avec Cathy Lord (Berument et al., 1999), l’ASQ (Autism Screening Questionnaire), qui en 2002 n'a toutefois pas encore été validé sur les plus jeunes enfants.
Il contribue à dissiper le mythe selon lequel l'autisme serait une forme de schizophrénie infantile, ainsi que la croyance qui voyait dans le comportement des parents la cause de l'autisme chez l'enfant.
Dès 1968, il estime que l'autisme « n'a rien à voir avec la schizophrénie », et réfute que son étiologie soit psychogène ou résultat d'un conditionnement parental défectueux, comme le veut la théorie dominante à l'époque. Il postule que des anomalies cérébrales d'origine organique en soient à l'origine. Dès 1968, il déclare que « l'importance des facteurs génétiques reste inconnue ». En 1977, il est à l'origine d'une étude sur des jumeaux qui démontre clairement, pour la première fois au monde, le rôle génétique dans l'héritabilité de l'autisme,. Il contribue à éliminer la théorie de la mère réfrigérateur, qui blâmait indûment les mères en les accusant d'être responsables de l'autisme de leur enfant.

## Publications en tant qu'auteur et coauteur
- (fr) « La résilience en face de l'adversité. Facteurs de protection et résistance aux désordres psychiatriques », « publié avec l’aimable autorisation de la revue British Journal of Psychiatry » (1985) 147, 598-611. Traduction de Michel Hanus août 2000, dans Études sur la mort (Revue de la Société de thanatologie, L'Esprit du temps), 2002/2 (no 122), p. 123-146. DOI : 10.3917/eslm.122.0123. [lire en ligne]

## Prix et distinctions
Rutter reçoit des diplômes honorifiques des universités de Leiden, Louvain, Birmingham, Edinbugh, Chicago, Minnesota, Gand, Jyväskylä, Warwick, East Anglia, Cambridge et Yale. Il reste en pratique jusqu'à la fin de sa carrière et le Michael Rutter Center for Children and Adolescents, basé à l'hôpital Maudsley de Londres, porte son nom.
Rutter est membre honoraire de la British Academy et membre élu de la Royal Society,. Il est membre fondateur de l'Academia Europaea et de l'Academy of Medical Sciences et est fait chevalier lors de la cérémonie d'honneur du Nouvel An 1992,,.
En 1983, il donne la conférence annuelle de Swarthmore à un grand rassemblement de quakers britanniques, assistant à leur réunion annuelle, publiée plus tard sous le titre A Measure of Our Values: Goals and Dilemmas in the upbring of children.
En 2004, il reçoit le prix de carrière distinguée de la Society of Clinical Child and Adolescent Psychology.

## Vie personnelle et mort
Rutter épouse Marjorie Heys, une infirmière, le 27 décembre 1958. Le couple a trois enfants, Sheila Carol, Stephen Michael, Christine Anne.
Rutter est décédé à son domicile le 23 octobre 2021, à l'âge de 88 ans.